# Wielonarodowe siły zbrojne w Iraku

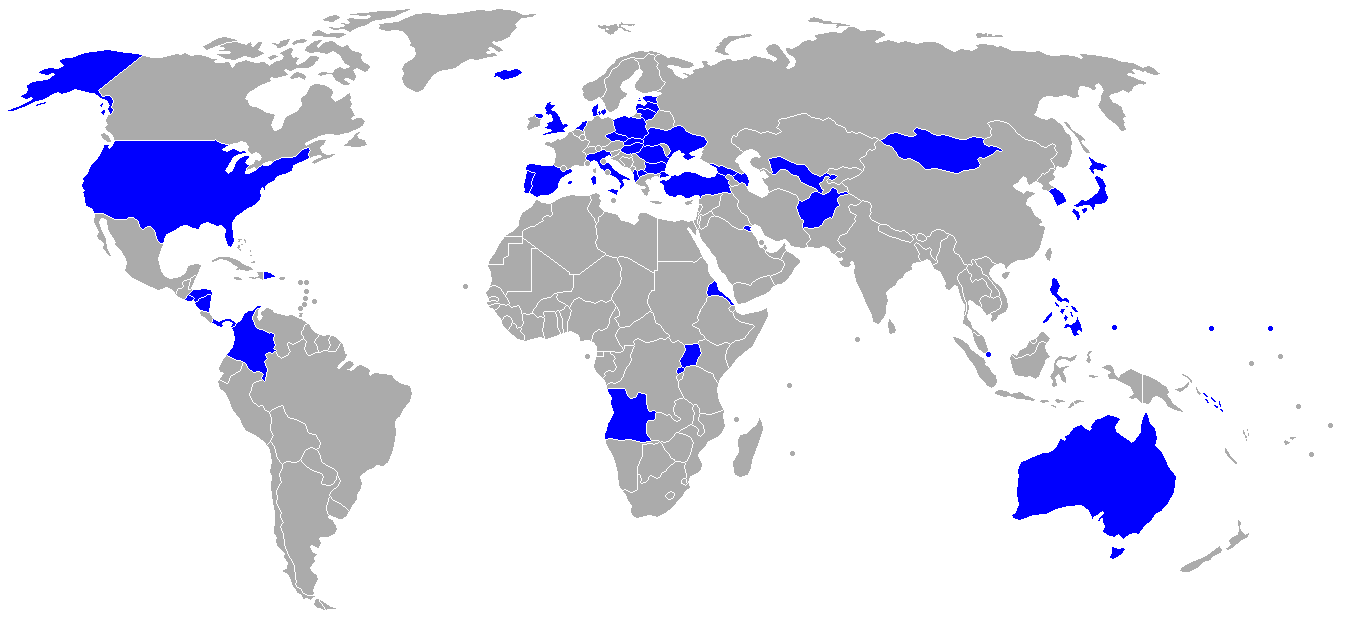
„Koalicja chętnych”

Wielonarodowe siły zbrojne w Iraku – określenie sił zbrojnych dowodzonych przez USA w wojnie z Irakiem, którą rozpoczęto w 2003 roku. Państwa, które weszły do koalicji, nazwano zwięźle „koalicją chętnych” (ang. Coalition of the Willing). Koalicja ta składała się z sojuszników USA pochodzących z różnych części świata, w tym Australii, Japonii i większości obecnych członków UE (15 z 27).

## Państwa członkowskie
Państwa, które tworzyły  międzynarodowe siły zbrojne: 
- Afganistan
- Albania
- Australia
- Azerbejdżan
- Bułgaria
- Czechy
- Dania
- Erytrea
- Estonia
- Etiopia
- Filipiny
- Gruzja
- Hiszpania
- Holandia
- Japonia
- Kolumbia
- Korea Południowa
- Litwa
- Łotwa
- Macedonia
- Nikaragua
- Palau
- Polska
- Portugalia
- Rumunia
- Salwador
- Słowacja
- Somalia
- Turcja
- Ukraina
- Wielka Brytania
- Węgry
- Włochy
- USA
- Uzbekistan